# 金鐘獎迷你劇集獎得獎列表
金鐘獎迷你劇集獎是由文化部影視及流行音樂產業局在臺灣舉辦的現行頒發獎項，自「2017年」第52屆起，迷你劇集／電視電影獎分設迷你劇集獎及電視電影獎至今。

## 歷屆得獎暨入圍名單
|  | 獲獎者 |

### 戲劇節目單元劇節目獎（第17屆~第38屆）
| 年度 （屆數）   | 電視作品                                                     |
| --------------- | ------------------------------------------------------------ |
| 1982 （第17屆） | 《他是我兄弟》／華視                                         |
| 1983 （第18屆） | 金獎劇場－《歸情》／中視                                     |
| 1983 （第18屆） | 《台視綜合劇場－月未西沉》／台視                             |
| 1983 （第18屆） | 《黃金劇場－苦難的中國大陸》／華視                           |
| 1984 （第17屆） | 《金獎劇場》／中國電視事業股份有限公司                       |
| 1984 （第17屆） | 《大執法》／中國電視事業股份有限公司                         |
| 1984 （第17屆） | 《華視劇展》／中華電視台                                     |
| 1985 （第20屆） | 華視劇展－《影舞者》／中華電視台                             |
| 1985 （第20屆） | 創作劇坊－《重疊的影子》／中國電視公司                       |
| 1985 （第20屆） | 聯合劇場－《薔薇》／臺灣電視公司                             |
| 1986 （第21屆） | 頂好劇場－《秋月春風》／中華電視台                           |
| 1986 （第21屆） | 台視劇場－《外遇》／臺灣電視公司                             |
| 1986 （第21屆） | 創作劇坊－《家》／中國電視公司                               |
| 1987 （第22屆） | 中視劇場－《另一種聲音》／中國電視公司                       |
| 1987 （第22屆） | 華視劇展－《都是老爸惹的禍》／中華電視台                     |
| 1987 （第22屆） | 華視劇展－《遊戲之後》／中華電視台                           |
| 1988 （第23屆） | 華視劇展－《陽光每天都來過》／中華電視台                     |
| 1988 （第23屆） | 台視劇場－《假如你是法官》／臺灣電視公司                     |
| 1988 （第23屆） | 黃金劇場－《人間有情系列「百年深情」》／中國電視公司         |
| 1989 （第24屆） | 台視劇場－《錢在燒》／臺灣電視公司                           |
| 1989 （第24屆） | 中視劇場－《大地有愛系列「最後的馨香」》／中國電視公司       |
| 1989 （第24屆） | 華視藝術季－《外婆家的暑假》／中華電視公司                   |
| 1990 （第25屆） | 名星劇場－《關懷社會系列「布穀鳥聲聲催」》／中國電視公司     |
| 1990 （第25屆） | 《天眼－不歸路》／臺灣電視公司                               |
| 1990 （第25屆） | 名星劇場－《關懷社會系列「俑之舞」》／中國電視公司           |
| 1991 （第26屆） | 《佳家福－都是貪吃惹的禍》／中華電視公司                     |
| 1991 （第26屆） | 金獎劇場－《無色的愛系列「燙傷的心」》／中國電視公司         |
| 1991 （第26屆） | 金獎劇場－《無色的愛系列「鹹魚翻身」》／中國電視公司         |
| 1992 （第27屆） | 經典劇場－《床邊愛情故事：荒唐的愛》／中華電視公司           |
| 1992 （第27屆） | 金鐘劇展－《關懷系列：木觀音》／中國電視公司                 |
| 1992 （第27屆） | 華視劇展－《小市民的天空：給我一個家》／中華電視公司         |
| 1993 （第28屆） | 經典劇場－《像我們這樣一個家》／中華電視公司                 |
| 1993 （第28屆） | 中視劇場－《悲歡人生系列：回家》／中國電視公司               |
| 1993 （第28屆） | 經典劇場－《秋決》／中華電視公司                             |
| 1995 （第30屆） | 華視劇展－《曉萍同志》／中華電視公司                         |
| 1995 （第30屆） | 華視劇展－《為什麼春天要遲到》／中華電視公司                 |
| 1995 （第30屆） | 《嗨！紅包場》／臺灣電視公司                                 |
| 1997 （第32屆） | 金獎劇展：《少年死亡告白》／中國電視公司                     |
| 1997 （第32屆） | 《人間四季：下雪的那一年》／廣電基金                         |
| 1997 （第32屆） | 《人間抒情系列：她們三個》／臺灣電視公司                     |
| 1997 （第32屆） | 金獎劇展：《希望．選擇》／中國電視公司                       |
| 1997 （第32屆） | 華視劇展：《圍爐》／中華電視公司                             |
| 1999 （第34屆） | 華視劇展－《出走》／中華電視股份有限公司                     |
| 1999 （第34屆） | 金獎劇展－《將軍令》／中國電視事業股份有限公司               |
| 1999 （第34屆） | 金獎劇展－《擁抱》／中國電視事業股份有限公司                 |
| 1999 （第34屆） | 金獎劇展－《聽彩虹的聲音》／中國電視事業股份有限公司         |
| 1999 （第34屆） | 華視劇展－《那一天我們放風箏》／中華電視股份有限公司         |
| 2000 （第35屆） | 《誰在橋上寫字》／財團法人公共電視文化事業基金會             |
| 2000 （第35屆） | 千禧劇展-《我要離婚》／中國電視公司                          |
| 2000 （第35屆） | 千禧劇展-《曉光》／中國電視公司                              |
| 2000 （第35屆） | 《台灣玉》／財團法人公共電視文化事業基金會                   |
| 2000 （第35屆） | 《濁水溪的契約》／財團法人公共電視文化事業基金會             |
| 2001 （第36屆） | 《逆女》／台灣電視公司                                       |
| 2001 （第36屆） | 《Mr .COM之死》／中國電視公司                                |
| 2001 （第36屆） | 人生劇展-《遺失》／財團法人公共電視文化事業基金會            |
| 2001 （第36屆） | 《少年午夢》／寶花傳播有限公司                               |
| 2001 （第36屆） | 《晴空亂流》／中華電視公司                                   |
| 2002 （第37屆） | 《違章天堂》／吳念真影像文化事業股份有限公司                 |
| 2002 （第37屆） | 人生劇展－《開枝散葉》／雨龍三景影視製作有限公司             |
| 2002 （第37屆） | 《月光》／財團法人公共電視文化事業基金會                     |
| 2002 （第37屆） | 《瓦旦的酒瓶》／財團法人公共電視文化事業基金會               |
| 2002 （第37屆） | 《在親密與孤獨間漂流的愛情》／財團法人公共電視文化事業基金會 |
| 2003 （第38屆） | 人生劇展-《用力呼吸》／光影記事製作有限公司                  |
| 2003 （第38屆） | 人生劇展-《箱子》／吳念真企劃製作有限公司                    |
| 2003 （第38屆） | 人間關懷劇場-《你在看我嗎》／佛光傳播事業股份有限公司        |
| 2003 （第38屆） | 人生劇展-《終身大事》／財團法人公共電視文化事業基金會        |
| 2003 （第38屆） | 《愛情哇沙米》／中國電視事業股份有限公司                     |

### 單元劇節目獎（第40屆）
| 年度 （屆數）   | 電視作品                                       |
| --------------- | ---------------------------------------------- |
| 2005 （第40屆） | 《我的臭小孩》／汯呄霖電影有限公司             |
| 2005 （第40屆） | 人生劇展-《請登入．線實》／氧氣電影有限公司    |
| 2005 （第40屆） | 《罔市人生》／人間電視股份有限公司             |
| 2005 （第40屆） | 《愛情故事》／稻田電影工作室有限公司           |
| 2005 （第40屆） | 《愛絲希雅的夢中夢》／東森電視事業股份有限公司 |

### 迷你劇集獎（第41屆～第44屆）
| 年度 （屆數）   | 電視作品                                                     |
| --------------- | ------------------------------------------------------------ |
| 2006 （第41屆） | 《肉身蛾》／客家電視台                                       |
| 2006 （第41屆） | 公視人生劇展－《芒草花在唱歌》／超人睿奇製作有限公司         |
| 2006 （第41屆） | 公視人生劇展－《快樂的出航》／威象國際影視有限公司           |
| 2006 （第41屆） | 《圖騰轉啊轉》／東森電視事業股份有限公司                     |
| 2006 （第41屆） | 《網路情書》／財團法人華岡興業基金會                         |
| 2007 （第42屆） | 公視人生劇展－《娘惹滋味》／開典文化工作室                   |
| 2007 （第42屆） | 《十歲笛娜的願望》／八大電視股份有限公司                     |
| 2007 （第42屆） | 公視人生劇展－《指印》／稻田電影工作室有限公司               |
| 2007 （第42屆） | 大愛劇場－《呼叫223》／財團法人慈濟傳播人文志業基金會        |
| 2007 （第42屆） | 畢業生系列－《寂寞的遊戲》／財團法人公共電視文化事業基金會   |
| 2008 （第43屆） | 公視人生劇展－《長假》／三群製作事業有限公司                 |
| 2008 （第43屆） | 公視人生劇展－《木棉的印記》／電視紀製作有限公司             |
| 2008 （第43屆） | 公視人生劇展－《不愛練習曲》／影一製作所                     |
| 2008 （第43屆） | 生命關懷系列－《說好不准哭》／八大電視股份有限公司           |
| 2008 （第43屆） | 大愛劇場－《馴富記》／財團法人慈濟傳播人文志業基金會         |
| 2009 （第44屆） | 公視人生劇展－《我的阿嬤是太空人》／視覺張力創意廣告有限公司 |
| 2009 （第44屆） | 公視人生劇展－《三十秒過後》／三匠影視有限公司               |
| 2009 （第44屆） | 公視人生劇展－《生命紀念冊》／大觀影視有限公司               |
| 2009 （第44屆） | 公視人生劇展－《誰來坐大位》／南方影視製作有限公司           |
| 2009 （第44屆） | 《台北異想》／財團法人公共電視文化事業基金會                 |

### 迷你劇集／電視電影獎（第45屆～第51屆）
| 年度 （屆數）   | 電視作品                                                             |
| --------------- | -------------------------------------------------------------------- |
| 2010 （第45屆） | 客家電視電影院－《討海人》／客家電視台                               |
| 2010 （第45屆） | 公視人生劇展－《我的爸爸是流氓》／氧氣電影有限公司                   |
| 2010 （第45屆） | 公視人生劇展－《秋宜的婚事》／三映電影文化事業有限公司               |
| 2010 （第45屆） | 公視人生劇展－《尋鬼記》／芽果傳播有限公司                           |
| 2010 （第45屆） | 《看見天堂》／影一製作所股份有限公司                                 |
| 2011 （第46屆） | 《他們在畢業的前一天爆炸》／財團法人公共電視文化事業基金會           |
| 2011 （第46屆） | 《失落的海平線》／財團法人公共電視文化事業基金會                     |
| 2011 （第46屆） | 《與愛別離》／財團法人公共電視文化事業基金會                         |
| 2011 （第46屆） | 客家電視電影院－《免費搭乘》／客家電視台                             |
| 2011 （第46屆） | 原視生命劇展－《飄搖的竹林》／原住民族電視台                         |
| 2012 （第47屆） | 《黛比的幸福生活》／崗華影視傳播有限公司                             |
| 2012 （第47屆） | 公視人生劇展—《公主與王子》／影童國際有限公司                        |
| 2012 （第47屆） | 公視學生劇展—《小偷》／欣恩影視事業股份有限公司                      |
| 2012 （第47屆） | 公視學生劇展—《離家的女人》／關關影業有限公司                        |
| 2012 （第47屆） | 《歲月的籤詩》／熱風社電影有限公司                                   |
| 2013 （第48屆） | 公視人生劇展—《權力過程》／波谷影片有限公司                          |
| 2013 （第48屆） | 公視人生劇展—《仲夏夜府城》／安澤映畫有限公司                        |
| 2013 （第48屆） | 《穿越101》／財團法人公共電視文化事業基金會                          |
| 2013 （第48屆） | 公視人生劇展—《第三十一首籤》／風賦國際娛樂股份有限公司              |
| 2013 （第48屆） | 公視人生劇展—《愛情替聲》／辛建宗電影製作有限公司                    |
| 2014 （第49屆） | 公視學生劇展—《自由人》／阿榮企業有限公司                            |
| 2014 （第49屆） | 公視人生劇展—《只想比你多活一天》／影動亞洲有限公司                  |
| 2014 （第49屆） | 公視人生劇展—《回家的女人》／財團法人公共電視文化事業基金會          |
| 2014 （第49屆） | 公視人生劇展—《銘謝惠顧》／秋燕傳播事業有限公司                      |
| 2014 （第49屆） | 《曉之春》／中國電視事業股份有限公司                                 |
| 2015 （第50屆） | 《麻醉風暴》／財團法人公共電視文化事業基金會                         |
| 2015 （第50屆） | 公視人生劇展—《小孩》／天大影業股份有限公司                          |
| 2015 （第50屆） | 公視人生劇展—《天使的收音機》／金享亮企業有限公司                    |
| 2015 （第50屆） | 公視人生劇展—《回家路上》／安澤映畫有限公司                          |
| 2015 （第50屆） | 公視人生劇展—《浪子單飛》／喜融融電影有限公司                        |
| 2016 （第51屆） | 《川流之島》／中國電視事業股份有限公司、瀚草影視文化事業股份有限公司 |
| 2016 （第51屆） | 公視人生劇展-《再見女兒》／登峯造極電影製作事業有限公司              |
| 2016 （第51屆） | 公視人生劇展-《衣櫃裡的貓》／一顆星工作室有限公司                    |
| 2016 （第51屆） | 公視學生劇展-《銅板少年》／想亮影藝股份有限公司                      |
| 2016 （第51屆） | 客家電視電影院－《黑盒子》／客家電視台、爾傑國際娛樂事業股份有限公司 |

### 迷你劇集獎（第52屆～至今）
| 年度 （屆數）   | 電視作品 |
| --------------- | --- |
| 2017 （第52屆） | 《通靈少女》／HBO Asia、財團法人公共電視文化事業基金會、IFA Media |
| 2017 （第52屆） | 外鄉女－《黑美人》／民間全民電視股份有限公司、青睞影視製作股份有限公司 |
| 2017 （第52屆） | 《劣人傳之詭計》／傳遞娛樂傳媒有限公司 |
| 2017 （第52屆） | 《媽媽不見了》／民間全民電視股份有限公司、綠光全傳播有限公司 |
| 2018 （第53屆） | 《他們在畢業的前一天爆炸2》／財團法人公共電視文化事業基金會、一期一會影像製作有限公司                                                                                                 |
| 2018 （第53屆） | HIStory2－《越界》／巧克科技新媒體股份有限公司 |
| 2018 （第53屆） | 外鄉女－《愛人的選擇》／民間全民電視股份有限公司、 青睞影視製作股份有限公司 |
| 2018 （第53屆） | 《恐怖高校劇場之直播中二間》／酷瞧新媒體股份有限公司 |
| 2019 （第54屆） | 《奇蹟的女兒》／財團法人公共電視文化事業基金會、綠光全傳播有限公司 |
| 2019 （第54屆） | 《老鼠捧茶請人客》／民間全民電視股份有限公司、青睞影視製作股份有限公司 |
| 2019 （第54屆） | 《魂囚西門》／財團法人公共電視文化事業基金會、大聲創意國際事業有限公司 |
| 2019 （第54屆） | 《憤怒的菩薩》／財團法人公共電視文化事業基金會、貝唐賀電影有限公司 |
| 2020 （第55屆） | 《俗女養成記》／中華電視股份有限公司、百戲電影製作有限公司 |
| 2020 （第55屆） | 《罪夢者》／新加坡商棱聚傳播有限公司台灣分公司 |
| 2020 （第55屆） | 《糖糖Online》／財團法人公共電視文化事業基金會、列夫特文化有限公司 |
| 2021 （第56屆） | 《做工的人》／大慕影藝國際事業股份有限公司、凱擘影藝股份有限公司、台灣大哥大股份有限公司、華研國際音樂股份有限公司、家庭票房股份有限公司（HBO ASIA）                                  |
| 2021 （第56屆） | 《大債時代》／財團法人公共電視文化事業基金會、用力拍電影有限公司 |
| 2021 （第56屆） | 《戒指流浪記》／晴天影像股份有限公司 |
| 2021 （第56屆） | 《返校》／財團法人公共電視文化事業基金會、邊境映象藝文有限公司 |
| 2021 （第56屆） | 《預支未來》／百薇國際娛樂股份有限公司、滿滿額娛樂股份有限公司 |
| 2022 （第57屆） | 《良辰吉時》／影響原創影視股份有限公司、百聿數碼創意股份有限公司、三樂電影製作有限公司                                                                                                |
| 2022 （第57屆） | 《2049》／台灣大哥大股份有限公司、東森電視事業股份有限公司、瀚草影視文化事業股份有限公司                                                                                              |
| 2022 （第57屆） | 《比悲傷更悲傷的故事：影集版》／好好看文創有限公司、滿滿額娛樂股份有限公司 |
| 2022 （第57屆） | 《池塘怪談》／金盞花大影業股份有限公司、環球國際唱片股份有限公司 |
| 2022 （第57屆） | 《第一次遇見花香的那刻》／杰德創意影音管理股份有限公司 |
| 2023 （第58屆） | 《人選之人-造浪者》／慕影藝國際事業股份有限公司、財團法人公共電視文化事業基金會、大慕可可股份有限公司、華研國際音樂股份有限公司、樂到家國際娛樂股份有限公司、影響原創影視股份有限公司 |
| 2023 （第58屆） | 《她和她的她》／四方四隅文娛國際股份有限公司、華文創股份有限公司、八大電視股份有限公司                                                                                                |
| 2023 （第58屆） | 《和平歸來》／馬克吐溫國際影像有限公司 |
| 2023 （第58屆） | 《茁劇場—滴水的推理書屋》／拙八郎創意執行股份有限公司、台灣大哥大股份有限公司、有戲娛樂股份有限公司                                                                                   |
| 2024 （第59屆） | 《八尺門的辯護人》／鏡文學股份有限公司、中華電信股份有限公司 |
| 2024 （第59屆） | 《不夠善良的我們》／財團法人公共電視文化事業基金會、台灣大哥大股份有限公司、有花影業製作股份有限公司                                                                                  |
| 2024 （第59屆） | 《商魂》／欣嵐企業股份有限公司、大聲創意國際事業有限公司、中華電信股份有限公司、民間全民電視股份有限公司、三立電視股份有限公司                                                        |
| 2024 （第59屆） | 《愛愛內含光》／麻吉砥加電影有限公司、幸運火花創意有限公司 |
| 2024 （第59屆） | 《鹽水大飯店》／ 財團法人公共電視文化事業基金會-公視台語台、律光泉傳播有限公司 |
| 2025 （第60屆） | |
|                 | |
|                 | |
|                 | |
|                 | |

## 外部連結
- 廣播電視金鐘獎官方網站 （页面存档备份，存于）
- 歷屆電視金鐘獎得獎入圍名單 （页面存档备份，存于），文化部影視及流行音樂產業局